# Costa Recta
Koordinaten: 62° 56′ S, 60° 31′ W
Costa Recta (spanisch für ‚gerade Küste‘) heißt die auffallend geradlinige Ostküste von Deception Island, einer der Südlichen Shetlandinseln.
Spanische Forscher benannten den meist vereisten Küstenstreifen, der sich zwischen dem Macaroni Point im Norden und dem Rancho Point im Süden erstreckt, deskriptiv.